# 3018 Годива
3018 Годива (енгл. 3018 Godiva) је астероид главног астероидног појаса чија средња удаљеност од Сунца износи 2,368 астрономских јединица (АЈ).
Апсолутна магнитуда астероида је 12,8.